# الاتحاد القطري لكرة السلة
تأسس الاتحاد القطري لكرة السلة (Qatar Basketball Federation) بقرار وزاري صدر  في 1964/09/26م وبعد نحو عشر سنوات أنضم إلى الاتحاد العربي لكرة السلة عام 1974 إلى الاتحاد الدولي 1977 ثم بعد ذلك انضم إلى  اللجنة التنظيمية لدول مجلس التعاون لدول الخليج العربية عام   1979 وفي نفس العام  انضم إلى لاتحاد الآسيوي لكرة السلة  
قطر تفوز بشرف استضافة كأس العالم لكرة السلة 2027    
حصلت دولة قطر على شرف استضافة كأس العالم لكرة السلة 2027 حسب ما أعلنه الإتحاد الدولي للعبة خلاله اجتماعه الذي عُقد اليوم بالعاصمة الفلبينية مانيلا.  
وكان المجلس المركزي للاتحاد الدولي لكرة السلة قد أعلن عن قراره بعد تقييمه للملفات التي تقدمت بها الدول المرشحة حيث شكلت دولة قطر الخيار الأبرز لاستضافة نسخة العام 2027 من البطولة، التي ستقام للمرة الأولى في منطقة الشرق الأوسط وشمال أفريقيا. 
وشهدت كرة السلة القطرية مسيرة حافلة من الإنجازات قرابة الستين عاما الماضية على جميع المستويات الخليجية والعربية والقارية والدولية، لتصبح واحدة من أهم وأشهر الألعاب الرياضية وأكثرها شعبية في البلاد، لتعكس الشغف الكبير للحدث الأبرز في كرة السلة والذي يحظى بمشاركة نجوم العالم وأقوى المنتخبات. وتمتلك كرة السلة القطرية تاريخا عريقا، حيث تأسس الاتحاد القطري لكرة السلة عام 1964، وانضم الاتحاد القطري لكرة السلة الى الاتحادات الدولية والإقليمية، وجاء الانضمام إلى الاتحاد الدولي لكرة السلة عام 1973 والاتحاد الآسيوي عام 1979.
وكانت أول إنجازات كرة السلة القطرية هو تحقيق لقب بطولة آسيا للشباب تحت 17 سنة التي استضافتها قطر كأول بطولة آسيوية على ارضها عام 1988، وتوالت السلة القطرية في حصد الألقاب العربية والخليجية والعربية، وتفوق منتخب قطر للسلة بتحقيق لقب بطولة آسيا عام 2004، وبطولة غرب آسيا في 2005، كما تأهل منتخب قطر للشباب لبطولة كأس العالم  لكرة السلة عامي 1999 التي أقيمت في البرتغال وحققت قطر المركز العاشر، كما تأهل منتخب قطر لبطولة العالم عام 2000 عندما توج بلقب البطولة الاسيوية الثالثة. كما حصد أدعم السلة الميدالية الذهبية في دورة الألعاب العربية التي استضافتها الدوحة عام 2011.
وعلى مستوى كرة السلة 3 × 3، سجل فريق قطر اسمه في السجلات العالمية بعد فوزه ببطولة العالم لكرة السلة 2014، كما فاز ببطولة العالم لكرة السلة للشباب (تحت سن 18 سنة) في 2016 وتصدر الترتيب العالمي لمدة ثلاث سنوات متتالية . كما توج منتخبنا الوطني للشباب بلقب البطولة الخليجية وصعد منتخبنا الوطني إلى التصفيات الرئيسية المؤهلة إلى بطولة كأس آسيا لكرة السلة عام 2025 
وتأهل نجوم أدعم السلة (رجال وسيدات)، تحت 23 سنة، إلى كأس العالم لكرة السلة، كما تأهل المنتخبان (شباب وشابات)، تحت 18 سنة، إلى بطولة العالم التي ستقام في هنغاريا في أغسطس 2023.
قطر تتسلم كرة بطولة كأس العالم لكرة السلة 2027
وسلمت دولة قطر، رسميا كرة بطولة كأس العالم لكرة السلة 2027، وذلك خلال المراسم التي أقيمت خصيصا لهذه المناسبة على هامش حفل اختتام كأس العالم لكرة السلة 2023 في العاصمة الفلبينية /مانيلا/.
وخلال الحفل، قام السيد مانويل بانغيلينان رئيس اللجنة المنظمة لكأس العالم 2023 في الفلبين بتسليم الكرة إلى السيد هامان نيانغ رئيس الاتحاد الدولي لكرة السلة والذي قام بدوره بتسليمها للسيد محمد المغيصيب رئيس الاتحاد القطري للعبة والشيخة أسماء آل ثاني مدير إدارة التسويق والاتصال باللجنة الأولمبية القطرية.

## خلفية  تاريخية
مورست كرة السلة في قطر منذ الخمسينيات في المدارس واستمرت كذلك حتى تم تشكيل أول لجنة تنظم شؤون اللعبة ومسابقاتها ضمن دوري الأندية القطرية بقرار الشيخ / قاسم بن حمد أل ثاني وزير المعارف آنذاك وضمت اللجنة في عضويتها أحمد غانم الرميحي والذي أصبح فيما بعد  أول رئيس للاتحاد القطري لكرة السلة بعد إشهار اللجنة الأولمبية القطرية
لم تستمر هذه اللجنة طويلاً حيث كانت اللجنة الرياضية العليا ومن بعدها إدارة رعاية الشباب هي الجهة المشرفة فعلياً على كل النشاط الرياضي حتى قيام اللجنة الأولمبية الأهلية القطرية في 1979م.

## أول مباراة خارج قطر
شهد عام 1960 أول لقاء ودي خارج الحدود زجمع  مدرسة صلاح الدين القطرية ومدارس المنطقة الشرقية بالمملكة العربية السعودية
فيما شهد عام 1963 أول اشتراك دولي مثل فيه منتخب المدارس القطرية في الدورة المدرسية العربية الأولى التي أقيمت في الكويت.
وفي العام التالي 1964 تم ادخال لعبة كرة السلة ضمن نشاطات بعض الاندية الرياضية القظرية

## الهيكل التنظيمي للاتحاد
تم انتخاب مجلس إدارة جديد للاتحاد في ديسمبر 2021 لمدة ثلاث سنوات واصبح محمد سعد المغيصيب رئيسا للمجلس بالتذكية  وعضوية كل من
- ناصر عجلان الكعبي عضو مجلس الإدارة
- عبد اهلل سلطان الجابر عضو مجلس الإدارة
- عبد الرحمن الهتمي عضو مجلس الإدارة
- نبيل عبد الرحيم ابوعيسى عضو مجلس الادار
- سعدون صباح الكواري، امين السر العام

## مشاركات اقليمية ودولية
شارك المنتخب القطري لكرة السلة والذي يعرف اختصارا ب (عنابي السلة)  في نحو 75 بطولة اقليمية ودولية منذ عام 1995 واحرز مراكز متقدمة، حيث حاز على المركز الأول لثلاث مرات في  بطولة شباب  مجلس التعاون الخليجي  في الدورة الخامسة التي جرت في  دولة الإمارات العربية المتحدة عام 1995 اثم في الدورة السابعة  التي جرت بالكويت عام 1997 وكذلك في الدورة التاسعة والتي جرت بمدينة جدة عام 2003 وفي الدورة العاشرة التي جرت في قطر عام 2006، كما حصل على المركز الأول في بطولة الاندية الاسيوية في عام 2008 والتي شارك فيها نادي الريان
وعلى المستوى العربي فقد حصل على المركز الثالث في دورة كرة السلة العربية الحادية عشر والتي اقيمت في مصر عام 2007
وعالميا حصل على المركز الأول في الجولة العالمية لمسابقة 3x3  في كل من روسيا عام 2014  وفي الصين في عام 2015 والمركز الأول أيضا في بطولة العالم لمسابقة  3×3 للشباب تحت 18 سنة والتي اقيمت في كازخستان عام 2016